# 绵果棘豆
绵果棘豆（学名：Oxytropis eriocarpa），为豆科棘豆属下的一个种。